# 企業的本質
《企業的本質》（The Nature of the Firm）是經濟學家羅納德·寇斯於1937年所發表的一篇論文。文中對於人們為何組成合夥、公司、或其他商業實體而非透過契約在市場上進行雙邊交易，給出了經濟的解釋。此一論文贏得了1991年的瑞典中央銀行紀念諾貝爾經濟學獎。

## 摘要
如果存在不需要任何組織也能夠被生產的商品，寇斯問到：「為什麼，以及在什麼條件下，我們需要期待廠商之間會合併？」因為現今的企業只有在一些企業家開始雇用人時才會合併，所以寇斯的分析始於思考於何種條件下，一個企業家選擇雇用工人而非外包某些特定的工作才會是合理的。
是時，傳統的經濟理論認為，因為市場是「效率的」；意思是說，那些能夠以最便宜地提供商品或者勞務的人，也確實正在這麼做。於是外包必然比起雇用工人還要划算。
然而，寇斯注意到，市場上存在若干的交易費用，透過市場取得商品或勞務的費用，事實上高於，而不僅只是該商品的價格。其他的費用，包含搜尋或者訊息的成本、討價還價的成本、維持商業機密、以及治安或執法的費用，都潛在地計入透過市場促成交易的成本。這意味著企業將會因為其能夠在透過內部安排，以生產它們的所需而形成，以某些方式避開這些交易費用。
不過，其中對於什麼商品可以在內部生產，有一些自然的限制。寇斯注意到，「企業家職能的報酬遞減」，包含增列間接成本、提高了不堪負荷的經理人資源錯置的錯誤的傾向。這是一個利用一個企業而非將工作外包所產生的相應的成本。
寇斯主張，一間企業的大小（透過它內部的契約關係與對外的契約關係的數量來衡量）是在上述的成本之間彼此競爭下，尋找最佳平衡的結果。一般而言，擴大一家企業的規模一開始是有利的，然而報酬遞減的意義，在於它最終將會發生作用，防止該企業無限地成長。
其他條件維持不變時，一家企業傾向於越來越大，當：
- 隨著交易的安排增加，組織的成本越來越低、以及組織的成本增加的速度越來越慢時。
- 隨著交易的安排增加，企業家犯錯的機率越來越低、以及犯錯數量的增加越來越少時。
- 對越大的企業而言，生產要素的供給價格降低的幅度越來越大（或者增加的幅度越小）。

前兩項費用，將會隨著交易安排的空間分配以及交易的歧異而增加。這解釋了為什麼企業之間要麼位處於不同的地理位置，要麼履行不同的機能。再者，科技變遷減輕了跨越空間的交易安排的成本，導致了企業規模更大——舉例而言，電話的出現、以及便宜的航空等等。而網際網路、以及現代的資訊及通訊科技的運用似乎導致了所謂的虛擬組織的興起與存在。
寇斯並未考慮非契約的關係，像是朋友之間以及家人。

## 反應
一開始該論文被廣泛地忽視。 1991年時，寇斯被頒授瑞典中央銀行紀念諾貝爾經濟學獎， 因其在制度結構中以及經濟體的運作，提供了關於交易費用以及產權的突破性的重要貢獻。
這篇論文在 Yochai Benkler 在其文章 "Coase's Penguin, or, Linux and The Nature of the Firm" 中著名地提及，他連結了寇斯的論述與透過網際網路而出現的公共對等生產(commons-based peer production)社群。

## 外部連結
- The Legal Structure of the Firm, Accounting, Economics, and Law, Vol. 1 : Iss. 1, Article 5, by Jean-Philippe Robé, 2011